# Bernardo Bitti
Aloisio Bernardo Giovanni Democrito Bitti (Camerino, 1548 – Lima, 1610) è stato un gesuita, pittore e scultore italiano naturalizzato peruviano, manierista in Sud America nel corso del XVI secolo.

## Biografia
Nacque a Camerino nel 1548 figlio di Paolo e di Cornelia. Studiò pittura a Roma e a vent'anni entrò nella Compagnia di Gesù.
Il 31 maggio 1575 venne inviato in Perù a "evangelizzare attraverso l'arte", su richiesta del Provinciale della Compagnia di Gesù, padre Bracamonte.
Ha lavorato a Lima dal 1575 si è trasferito a Cuzco nel 1583 e poi ha vissuto a Audiencia de Charcas, a Juliaca, a Puno, a La Paz, a Potosí, a Arequipa, a Ayacucho e a Chuquisac.
Ritornò a Cuzco tra il 1595 e il 1598, alternando soggiorni a Chuquisaca e Arequipa. In ogni città ha lavorato per i gesuiti locali, realizzando sculture e dipingendo quadri e telai per pale d'altare. Ritornò a Lima nel 1604, città dove rimase fino alla sua morte nel 1610.
La sua arte ha rafforzamento della scuola locale di pittura, la Scuola di Cuzco, influenzando molti altri artisti, tra i quali Gregorio Gamarra, Lazzaro Pardo Lagos, Diego Cusi Guaman e il gesuita Diego de la Puente, suo discepolo, che ne continuerà le opere.

## Opere

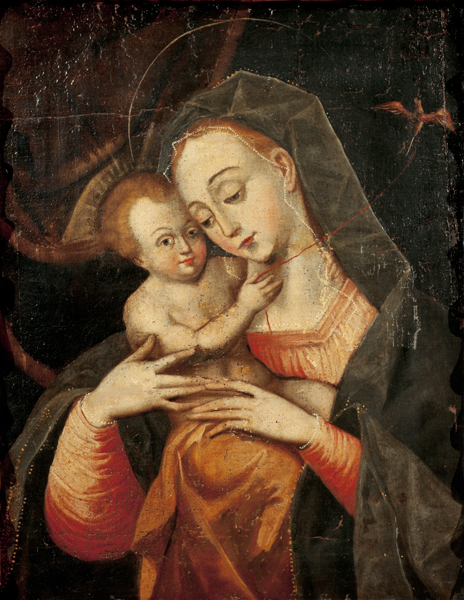
Madonna (La Paz)

Bitti benché non abbia mai firmato nessuno dei suoi dipinti, questi sono riconoscibili dal suo stile inconfondibile. Tra le sue caratteristiche possiamo evidenziare l'uso predominante della linea, il semplice suggerimento dei volumi, la figura allungata stile manierista, raffinatezza nella postura dei suoi personaggi. Nelle figure di Bitti la leggerezza dei tessuti, i loro colori pastello rispondere a un desiderio di idealizzazione delle sue figure.